# Desperate Bicycles
The Desperate Bicycles  est un groupe de punk rock britannique. Il est formé en 1977 et séparé en 1981.

## Biographie
Les Desperate Bicycles sont formés en 1977 « pour enregistrer et publier un single sur leur propre label. » Le groupe comprend à l'origine Nicky Stephens (claviers), Roger Stephens ([basse), Danny Wigley (chant), Mel Oxer, (batterie) et Paul LeClerc (guitare). Le nom du groupe s'inspire d'un passage dans l'ouvrage Angel Pavement de J. B. Priestley (1930). En octobre 1978, le chanteur Danny Wigley veut faire de Desperate Bicycles un groupe indépendant.
En mars 1977, les Desperate Bicycles entrent en studio au Dalston à l'Est de Londres pour enregistrer un premier single. La philosophie de leur production est d'expérimenter ce qu'ils pouvaient produire avec le moins d'argent possible. Le résultat est le single Smokesreen, pressé à 500 exemplaires sur le label Refill qu'ils avaient créé pour l'occasion, le tout pour la somme de 153 £. Il est édité à 1 000 exemplaires et rapidement épuisé. Ils avaient également enregistré un autre single intitulé Handlebars. Leur seconde réalisation, le single The Medium Was Tedium est pressé à 1 000 exemplaires et épuisé au bout d'une semaine. Grâce aux profits, le groupe peut presser 2 500 nouveaux exemplaires leurs singles, et achète plus de matériels. En 1978 le groupe enregistre l'EP New Cross New Cross et deux autres single, Occupied Terrotory et Grief Is Very Private. La même année, ils enregistrent quatre titres pour les Peel Sessions pour la BBC Radio 1 intitulés Smokescreen, Skill, Sarcasm, et Teacher's Prayer.
En octobre 1979, Roger Stephens et Dave Papworth sont remplacés par Dan 'Electro'/Driscoll (guitare) et Jeff Titley (drums), avec Nicky Stephens à la basse. L'album Remorse Code est publié en février 1980, et atteint la 10e place de l'UK Indie Chart. Le groupe se sépare en 1981.

## Discographie
- 1977 : Smokescreen (single)
- 1978 : The Medium was Tedium (single)
- 1978 : New Cross, New Cross (EP)
- 1978 : Occupied Territory (single)
- 1978 : John Peel Session
- 1980 : Remorse Code
- 1980 : Grief is Very Private (EP)

## Membres
- Dave Papworth - batterie (1977–1981)
- Nicky Stephens - claviers (1977–1981)
- Roger Stephens - basse
- Danny Wigley - chant
- Dan Electro - guitare (1980–1981)
- Jeff Titley - batterie (1980–1981)